# Calijský kartel
Calijský kartel (španělsky Cartel de Cali) byl drogový kartel založený v jižní Kolumbii, v okolí města Cali a Valle del Cauca. Jeho zakladateli byla dvojice bratrů Gilberto a Miguel Rodríguez Orejuela a José Santacruz Londoño, přezdívaný „Chepe“. Koncem 80. let se odtrhli od Pabla Escobara a jeho spolupracovníků z Medellínu, když se Hélmer Herrera, přezdívaný „Pacho“, připojil k novému kartelu z Cali.
S vazbami na britské a izraelské žoldáky, spojence mezi zeměmi, nespočetnými špiony a informátory ve vládě a s rozsáhlou zpravodajskou a monitorovací sítí v celém městě Santiago de Cali byl kartel kdysi proslulý i ve srovnání se sovětskou KGB a byl americkým Úřadem pro potírání drog (Drug Enforcement Administration, DEA) označován za „jeden z nejsilnějších zločineckých syndikátů v historii“, později nazvaný „Cali KGB“.
Kartel z Cali měl kontrolu nad 90 % světového kokainového trhu. V polovině 90. let mělo obchodní impérium kartelu z Cali obrat několik miliard dolarů.

## Historie
Prvopočátky kartelu se datují do konce 70. let nebo začátku 80. let 20. století. Předtím, než se přeorientovala na distribuci marihuany a později kokainu, se skupina jmenovala Las Chemas a jejich hlavní aktivitou byly únosy. Skupině velel Luis Fernando Tamayo García. Las Chemas se zapletla do četných únosů včetně únosu dvou švýcarských občanů: diplomata Hermana Buffa a studenta Zacka Martina. Únosci měli údajně obdržet výkupné 700 000 amerických dolarů. Tyto peníze měly posloužit k rozjezdu obchodu s drogami. Poté, co obchodování s marihuanou vykazovalo nedostatečné výnosy, se skupina zaměřila na lukrativnější kokain.
V polovině 70. let 20. století[zdroj?] poslal kartel Hélmera „Pacha“ Herreru do New Yorku, aby zde založil distribuční centrum. Tato akce byla provedena v době, kdy byl americký Úřad pro potírání drog (DEA) zaměřený více na heroin než kokain.
Během 80. let kartel spolupracoval s kartelem Medellínským, oba kartely často sdílely výrobu drog nebo dopravní kanály, a též společně podnikly akci proti únoscům Marthy Ochoa, sestry spoluzakladatele Medellínského kartelu Jorgeho Luise Ochoy Vásqueze. Martha Nieves Ochoa Vásquez byla unesena kolumbijskou gerilovou skupinou Hnutí 19. dubna (M-19). Na konci 80. let došlo k rozkolu, který byl dán rovněž rozdílnou povahou obou organizací. Zatímco kartel z Medellínu tvořili v minulosti chudí lidé, kteří během krátké doby zbohatli, calijský kartel se více podobal byznysu a jeho členové nepocházeli z tak chudých poměrů. Pablo Escobar se navíc domníval, že calijský kartel sehrál roli ve smrti jeho partnera Gonzala Rodrígueze Gachy. Další rozpory vyvolala snaha Medellínského kartelu proniknout na kokainový trh v New Yorku, což porušovalo dřívější dohodu, která stanovila, který kartel bude dodávat do kterého amerického města.
V roce 1989 už mezi oběma kartely panovalo nepřátelství. Rodríguezové plánovali Escobara zabít za využití žoldáků, ale jejich plány skončily neúspěšně. V tomto období se ke kartelu připojil dřívější voják Jorge Salcedo, později důvěrný partner nejvýše postavených osob v kartelu, který sehrál důležitou roli v jejich zatčení.
Kartel Norte del Valle vznikl poté, co bratři Miguel Rogríguez Orejuela a Gilberto Rodríguez Orejuela dospěli k dohodě s kolumbijskou vládou, že pokud sebe i svou organizaci vydají kolumbijskému soudnímu systému, dostanou výhody, jako je příslib vězení na maximálně 5 let v Kolumbii a budou si moci ponechat svůj značný majetek. Uvádí se, že zorganizovali schůzku se svými asistenty, hlavními podřízenými a mladšími partnery v podniku, aby je informovali, že již bylo přijato rozhodnutí okamžitě zastavit veškeré nezákonné obchody. Ti členové, kteří odmítli toto náhlé rozhodnutí jako byl Carlos Alberto Rentería Mantilla, Juan Carlos Ortiz Escobar, Juan Carlos Ramírez Abadía, Diego León Montoya Sánchez a Orlando Henao Montoya, vytvořili nakonec kartel Norte del Valle. 

### Zatčení špiček kartelu
Mezi červnem a červencem 1995 bylo šest ze sedmi předních představitelů kartelu zatčeno. Gilberto byl zatčen ve svém domě, a Henry Loaiza-Ceballos, Victor Patiño-Fomeque a Phanor Arizabaleta-Arzayus se sami vzdali úřadům. Jose Santa Cruz Londoño byl zajat v restauraci a o měsíc později byl během razie zadržen Miguel Rodriguez. Obecně se má za to, že kartel nadále řídil z vězení.
Bratři Rodríguezové byli vydáni v roce 2006 do Spojených států a během soudu v Miami (Florida) se přiznali k obviněním z pašování drog a souhlasili se zabavením majetku ve výši 2,1 milionu amerických dolarů. Dohoda však nevyžadovala, aby spolupracovali při dalším vyšetřování. Pouze odpovídali za identifikaci aktiv vyplývajících z jejich obchodování s kokainem. Hélmer Herrera (Pacho) byl postřelen na vězeňském dvoře a na následky zranění zemřel v nemocnici 4. listopadu 1998.

## Organizace
Calijský kartel se na rozdíl od Medellínského kartelu snažil chovat více obezřetně a méně násilně, oproti svému konkurentovi byl také více decentralizovaný. O tom svědčí fakt, že zatímco členy kartelu z Cali nazývali kolumbijské bezpečnostní složky los caballeros („džentlmeni“ či „pánové“), tak členy toho medellínského nazývali los hampones („gangsteři“ či „gauneři“). Calijský kartel se také snažil investovat do legální sféry obchodu, oproti tomu Medellínský kartel se více orientoval na půdu, na teritoriální zisk, a poté platil paravojenské skupiny, aby území ochraňovaly. Kartel při přepravě kokainu mnohdy využíval dopravních kontejnerů. Zpočátku využíval karibské dopravní cesty, ovšem úřady USA tyto cesty podchytily, čímž donutily Calijský kartel přeorientovat se na mexický organizovaný zločin.
Rozsáhlé kriminální aktivity obsahovaly prodej drog, úplatkářství, praní špinavých peněz, prostituci, vydírání, únosy, vraždy, obchod se zbraněmi.

## Vazby na další organizace
Při dopravě kokainu do Evropy se calijský kartel dostal do kontaktu s italskou mafií, se kterou navázal obchodní vztahy, ne-li strategické partnerství. Členy obou mafií spojovalo též podobné nadšení z fotbalu. Italská mafie měla zkušenosti s distribucí heroinu, převzala tedy i distribuci kokainu. Nejbližší vazby pěstoval kartel z Cali se zločineckou organizací Camorra s centrem v Neapoli v italském regionu Kampánie.

## Významní členové
- Gilberto Rodríguez Orejuela – spoluzakladatel
- Miguel Rodríguez Orejuela – spoluzakladatel
- José Santacruz Londoño – spoluzakladatel
- Hélmer Herrera Buitrago
- Cachique Rivera – vedl dopravu kokainu z Peru do Kolumbie; zatčen 5. června 1995
- Henry Loaiza – vedl ozbrojené operace; zatčen 19. června 1995
- Victor Patiño-Fomeque – vedl námořní pašerácké aktivity; zatčen 24. června 1995
- Julian Marcillo – finanční expert; zatčen 7. července 1995
- Phanor Arizabaleta-Arzayus – vedl operace spojené s praním špinavých peněz a dodávky chemikálií na výrobu kokainu; zatčen 8. července 1995
- Mery Valencia
- Jairo Ivan Urdinola-Grajales
- Julio Fabio Urdinola-Grajales
- Henry Loaiza-Ceballos
- Raul Grajales-Lemos
- Luis Grajales-Posso
- Juan Carlos Ortiz Escobar